# Repêchage d'entrée dans la LNH 2021
Ne pas confondre avec le repêchage d'expansion de la LNH 2021.
2020 2022
Le repêchage d'entrée dans la Ligue nationale de hockey 2021 est le 59e repêchage d'entrée de l'histoire de la Ligue nationale de hockey (LNH). Il se tient les 23 et 24 juillet 2021. À cause de la pandémie de Covid-19, toute la Saison 2020-2021 se retrouve décalée et la LNH informe de son calendrier le 19 décembre 2020.

## Loterie
Afin de déterminer l'ordre dans lequel les équipes choisissent les joueurs, une loterie préalable est réalisée entre les 15 équipes qui ne se sont pas qualifiées pour les séries éliminatoires de la Coupe Stanley 2021 et la future équipe du Kraken de Seattle qui va débuter dans la LNH lors de la saison 2021-2022.
Le tirage de la loterie a lieu le 2 juin 2021. Il se déroule en deux phases : un premier tirage pour déterminer qui repêche en premier et un second pour le deuxième rang. Les Coyotes de l'Arizona ont perdu leur droit de repêcher au premier tour, à la suite des sanctions annoncées le 27 août 2020, si jamais ils remportent un des deux tirages, la lnh va exécuter un nouveau tirage.
| Équipe              | 1er    | 2e     | 3e     | 4e     | 5e     | 6e     | 7e     | 8e     | 9e     | 10e    | 11e    | 12e    | 13e    | 14e    | 15e   | 16e    |
| ------------------- | ------ | ------ | ------ | ------ | ------ | ------ | ------ | ------ | ------ | ------ | ------ | ------ | ------ | ------ | ----- | ------ |
| Buffalo             | 16,6 % | 15 %   | 68,4 % |        |        |        |        |        |        |        |        |        |        |        |       |        |
| Anaheim             | 12,1 % | 11,7 % | 26,9 % | 49,3%  |        |        |        |        |        |        |        |        |        |        |       |        |
| Seattle             | 10,3 % | 10,2 % | 4,7 %  | 39,3 % | 35,6 % |        |        |        |        |        |        |        |        |        |       |        |
| New Jersey          | 10,3 % | 10,2 % |        | 11,5 % | 43,9 % | 24,2 % |        |        |        |        |        |        |        |        |       |        |
| Columbus            | 8,5 %  | 8,6 %  |        |        | 20,6 % | 45,8 % | 16,5 % |        |        |        |        |        |        |        |       |        |
| Détroit             | 7,6 %  | 7,8 %  |        |        |        | 30 %   | 43,8 % | 10,9 % |        |        |        |        |        |        |       |        |
| San José            | 6,7 %  | 6,9 %  |        |        |        |        | 39,7 % | 39,7 % | 6,9 %  |        |        |        |        |        |       |        |
| Los Angeles         | 5,8 %  | 6 %    |        |        |        |        |        | 49,4 % | 34,5 % | 4,3 %  |        |        |        |        |       |        |
| Vancouver           | 5,4 %  | 5,7 %  |        |        |        |        |        |        | 58,6 % | 28 %   | 2,4 %  |        |        |        |       |        |
| Ottawa              | 4,5 %  | 4,8 %  |        |        |        |        |        |        |        | 67,7 % | 21,8 % | 1,2 %  |        |        |       |        |
| Arizona             | 3,1 %  | 3,3 %  |        |        |        |        |        |        |        |        | 75,9 % | 17,1 % | 0,7 %  |        |       |        |
| Chicago             | 2,7 %  | 2,9 %  |        |        |        |        |        |        |        |        |        | 81,7 % | 12,4 % | 0,3 %  |       |        |
| Calgary             | 2,2 %  | 2,4 %  |        |        |        |        |        |        |        |        |        |        | 87 %   | 8,4 %  | 0,1 % |        |
| Philadelphie        | 1,8 %  | 2 %    |        |        |        |        |        |        |        |        |        |        |        | 91,3 % | 4,9 % | >0 %   |
| Dallas              | 1,4 %  | 1,5 %  |        |        |        |        |        |        |        |        |        |        |        |        | 95 %  | 2,1 %  |
| Rangers de New York | 1 %    | 1,1 %  |        |        |        |        |        |        |        |        |        |        |        |        |       | 97,9 % |

En gras, le choix remporté par chaque équipe.

## Meilleurs espoirs
| Rang | En Amérique du Nord             | En Europe                          |
| ---- | ------------------------------- | ---------------------------------- |
| 1    | Owen Power (Défenseur)          | William Eklund (Ailier gauche)     |
| 2    | Mason McTavish (Centre)         | Simon Edvinsson (Défenseur)        |
| 3    | Kent Johnson (Centre)           | Aatu Räty (Centre)                 |
| 4    | Luke Hughes (Défenseur)         | Nikita Tchibrikov (Ailier droit)   |
| 5    | Dylan Guenther (Ailier droit)   | Daniil Tchaïka (Défenseur)         |
| 6    | Matthew Beniers (Centre)        | Fiodor Svetchkov (Centre)          |
| 7    | Brandt Clarke (Défenseur)       | Aleksandr Kissakov (Ailier gauche) |
| 8    | Brennan Othmann (Ailier gauche) | Isak Rosén (Ailier droit)          |
| 9    | Matthew Coronato (Ailier droit) | Fabian Lysell (Ailier droit)       |
| 10   | Cole Sillinger (Centre)         | Samu Tuomaala (Ailier droit)       |

| Rang | En Amérique du Nord | En Europe        |
| ---- | ------------------- | ---------------- |
| 1    | Sebastian Cossa     | Jesper Wallstedt |
| 2    | Benjamin Gaudreau   | Alexei Kolosov   |
| 3    | Tristan Lennox      | Patrik Hamrla    |

## Le repêchage

### Premier tour
| Rang | Équipe LNH                                                                         | Joueur               | Position             | Nationalité          | Repêché de                          |
| ---- | ---------------------------------------------------------------------------------- | -------------------- | -------------------- | -------------------- | ----------------------------------- |
| 1    | Sabres de Buffalo                                                                  | Owen Power           | Défenseur            | Canada               | Wolverines du Michigan (NCAA)       |
| 2    | Kraken de Seattle                                                                  | Matthew Beniers      | Centre               | États-Unis           | Wolverines du Michigan (NCAA)       |
| 3    | Ducks d'Anaheim                                                                    | Mason McTavish       | Centre               | Canada               | Petes de Peterborough (LHO)         |
| 4    | Devils du New Jersey                                                               | Luke Hughes          | Défenseur            | États-Unis           | USNTDP U18 (USHL)                   |
| 5    | Blue Jackets de Columbus                                                           | Kent Johnson         | Centre               | Canada               | Wolverines du Michigan (NCAA)       |
| 6    | Red Wings de Détroit                                                               | Simon Edvinsson      | Défenseur            | Suède                | Vastra Frölunda Jr. (J20 Superelit) |
| 7    | Sharks de San José                                                                 | William Eklund       | Ailier gauche        | Suède                | Djurgården Jr. (J20 Superelit)      |
| 8    | Kings de Los Angeles                                                               | Brandt Clarke        | Défenseur            | Canada               | Colts de Barrie (LHO)               |
| 9    | Coyotes de l'Arizona (des Canucks de Vancouver)                                    | Dylan Guenther       | Ailier droit         | Canada               | Oil Kings d'Edmonton (LHOu)         |
| 10   | Sénateurs d'Ottawa                                                                 | Tyler Boucher        | Ailier droit         | États-Unis           | USNTDP U18 (USHL)                   |
| 11   |                                                                                    | Annulé pour sanction | Annulé pour sanction | Annulé pour sanction | Coyotes de l'Arizona                |
| 12   | Blue Jackets de Columbus (des Blackhawks de Chicago)                               | Cole Sillinger       | Centre               | Canada               | Stampede de Sioux Falls (USHL)      |
| 13   | Flames de Calgary                                                                  | Matthew Coronato     | Ailier droit         | États-Unis           | Steel de Chicago (USHL)             |
| 14   | Sabres de Buffalo(des Flyers de Philadelphie)                                      | Isak Rosén           | Ailier droit         | Suède                | Leksands IF (SHL)                   |
| 15   | Red Wings de Détroit (des Stars de Dallas)                                         | Sebastian Cossa      | Gardien              | Canada               | Oil Kings d'Edmonton (LHOu)         |
| 16   | Rangers de New York                                                                | Brennan Othmann      | Ailier gauche        | Canada               | Firebirds de Flint (LHO)            |
| 17   | Blues de Saint-Louis                                                               | Zachary Bolduc       | Centre               | Canada               | Océanic de Rimouski (LHJMQ)         |
| 18   | Jets de Winnipeg                                                                   | Chaz Lucius          | Centre               | États-Unis           | USNTDP U18 (USHL)                   |
| 19   | Predators de Nashville                                                             | Fiodor Svetchkov     | Centre               | Russie               | HK Lada Togliatti (VHL)             |
| 20   | Wild du Minnesota (des Oilers d'Edmonton)                                          | Jesper Wallstedt     | Gardien              | Suède                | Luleå HF (SHL)                      |
| 21   | Bruins de Boston                                                                   | Fabian Lysell        | Ailier droit         | Suède                | Luleå HF (SHL)                      |
| 22   | Oilers d'Edmonton (du Wild du Minnesota)                                           | Xavier Bourgault     | Centre               | Canada               | Cataractes de Shawinigan (LHJMQ)    |
| 23   | Stars de Dallas (des Capitals de Washington via les Red Wings de Détroit)          | Wyatt Johnston       | Centre               | Canada               | Spitfires de Windsor (LHO)          |
| 24   | Panthers de la Floride                                                             | Matthew Samoskevich  | Ailier droit         | États-Unis           | Steel de Chicago (USHL)             |
| 25   | Blue Jackets de Columbus (des Maple Leafs de Toronto)                              | Corson Ceulemans     | Défenseur            | Canada               | Bandits de Brooks (AJHL)            |
| 26   | Wild du Minnesota (des Penguins de Pittsburgh)                                     | Carson Lambos        | Défenseur            | Canada               | Ice de Winnipeg (LHOu)              |
| 27   | Predators de Nashville (des Hurricanes de la Caroline)                             | Zachary L'Heureux    | Ailier gauche        | Canada               | Mooseheads d'Halifax (LHJMQ)        |
| 28   | Avalanche du Colorado                                                              | Oskar Olausson       | Ailier droit         | Suède                | HV 71 (SHL)                         |
| 29   | Devils du New Jersey (des Islanders de New York)                                   | Chase Stillman       | Ailier droit         | Canada               | Wolves de Sudbury (LHO)             |
| 30   | Golden Knights de Vegas                                                            | Zachary Dean         | Centre               | Canada               | Olympiques de Gatineau (LHJMQ)      |
| 31   | Canadiens de Montréal                                                              | Logan Mailloux       | Défenseur            | Canada               | Knights de London (LHO)             |
| 32   | Blackhawks de Chicago (du Lightning de Tampa bay via les Blue Jackets de Columbus) | Nolan Allan          | Défenseur            | Canada               | Raiders de Prince Albert (LHOu)     |

### Deuxième tour
| Rang | Joueur             | Position      | Nationalité | Équipe LNH | Repêché de                         |
| ---- | ------------------ | ------------- | ----------- | --- | ---------------------------------- |
| 33   | Prokhor Poltapov   | Ailier gauche | Russie      | Sabres de Buffalo | Krasnaïa Armia (MHL)               |
| 34   | Olen Zellweger     | Défenseur     | Canada      | Ducks d'Anaheim | Silvertips d'Everett (LHOu)        |
| 35   | Ryker Evans        | Défenseur     | Canada      | Kraken de Seattle | Pats de Regina (LHOu)              |
| 36   | Shai Buium         | Défenseur     | États-Unis  | Red Wings de Détroit (des Devils du New Jersey, via les Golden Knights de Vegas)                                                  | Musketeers de Sioux City (USHL)    |
| 37   | Josh Doan          | Ailier droit  | États-Unis  | Coyotes de l'Arizona (des Blue Jackets de Columbus, via les Sénateurs d'Ottawa)                                                   | Steel de Chicago (USHL)            |
| 38   | Daniil Tchaïka     | Défenseur     | Russie      | Golden Knights de Vegas (des Red Wings de Détroit)                                                                                | HK CSKA Moscou (KHL)               |
| 39   | Zack Ostapchuk     | Centre        | Canada      | Sénateurs d'Ottawa (des Sharks de San José)                                                                                       | Giants de Vancouver (LHOu)         |
| 40   | Scott Morrow       | Défenseur     | États-Unis  | Hurricanes de la Caroline (des Kings de Los Angeles, via les Predators de Nashville)                                              | Shattuck-St. Mary's (USHS-Prep)    |
| 41   | Danila Klimovitch  | Ailier droit  | Biélorussie | Canucks de Vancouver | HK Dynama-Maladetchna (Ekstraliga) |
| 42   | Francesco Pinelli  | Centre        | Canada      | Kings de Los Angeles (des Sénateurs d'Ottawa)                                                                                     | HDD Jesenice (Alps HL)             |
| 43   | Ilia Fedotov       | Ailier gauche | Russie      | Coyotes de l'Arizona | Tchaïka Nijni Novgorod (MHL)       |
| 44   | Aleksi Heimosalmi  | Défenseur     | Finlande    | Hurricanes de la Caroline (des Blackhawks de Chicago, via les Blue Jackets de Columbus)                                           | Ässät Jr. (J20 SM-sarja)           |
| 45   | William Strömgren  | Ailier gauche | Suède       | Flames de Calgary | MODO Hockey (SHL)                  |
| 46   | Samu Tuomaala      | Ailier droit  | Finlande    | Flyers de Philadelphie | Kärpät Oulu Jr. (J20 SM-sarja)     |
| 47   | Logan Stankoven    | Centre        | Canada      | Stars de Dallas | Blazers de Kamloops (LHOu)         |
| 48   | Artiom Grouchnikov | Défenseur     | Russie      | Stars de Dallas (des Rangers de New York, via les Red Wings de Détroit)                                                           | Bulldogs de Hamilton (LHO)         |
| 49   | Benjamin Roger     | Défenseur     | Canada      | Sénateurs d'Ottawa (des Blues de Saint-Louis, via les Sabres de Buffalo, les Golden Knights de Vegas et les Kings de Los Angeles) | Knights de London (LHO)            |
| 50   | Nikita Tchibrikov  | Ailier droit  | Russie      | Jets de Winnipeg | SKA Saint-Pétersbourg (KHL)        |
| 51   | Ville Koivunen     | Ailier droit  | Finlande    | Hurricanes de la Caroline (des Predators de Nashville)                                                                            | Kärpät Oulu Jr. (J20 SM-sarja)     |
| 52   | Aatu Raty          | Centre        | Finlande    | Islanders de New York (des Oilers d'Edmonton, via les Red Wings de Détroit)                                                       | Kärpät Oulu (SM-liiga)             |
| 53   | Aleksandr Kissakov | Ailier gauche | Russie      | Sabres de Buffalo (Des Bruins de Boston)                                                                                          | MHK Dinamo Moscou (MHL)            |
| 54   | Jack Peart         | Défenseur     | États-Unis  | Wild du Minnesota | Grand Rapids (USHS-Prep)           |
| 55   | Vincent Iorio      | Défenseur     | Canada      | Capitals de Washington | Wheat Kings de Brandon (LHOu)      |
| 56   | Evan Nause         | Défenseur     | Canada      | Panthers de la Floride | Remparts de Québec (LHJMQ)         |
| 57   | Matthew Knies      | Ailier gauche | États-Unis  | Maple Leafs de Toronto | Storm de Tri-City (USHL)           |
| 58   | Tristan Broz       | Centre        | États-Unis  | Penguins de Pittsburgh | Force de Fargo (USHL)              |
| 59   | Samuel Helenius    | Centre        | Finlande    | Kings de Los Angeles (des Hurricanes de la Caroline)                                                                              | JYP Jyväskylä (SM-liiga)           |
| 60   | Janis Jérôme Moser | Défenseur     | Suisse      | Islanders de New York (de l'Avalanche du Colorado)                                                                                | HC Bienne (National League)        |
| 61   | Sean Behrens       | Défenseur     | États-Unis  | Avalanche du Colorado (des Islanders de New York, via les Devils du New Jersey)                                                   | USNTDP U18 (USHL)                  |
| 62   | Colton Dach        | Centre        | Canada      | Blackhawks de Chicago (des Golden Knights de Vegas)                                                                               | Blades de Saskatoon (LHOu)         |
| 63   | Riley Kidney       | Centre        | Canada      | Canadiens de Montréal | Titan d'Acadie-Bathurst (LHJMQ)    |
| 64   | Oliver Kapanen     | Centre        | Finlande    | Canadiens de Montréal (du Lightning de Tampa Bay)                                                                                 | KalPa Jr. (J20 SM-Sarja)           |

### Troisième tour
| Rang | Joueur            | Position      | Nationalité | Équipe LNH                                                                                                 | Repêché de                                  |
| ---- | ----------------- | ------------- | ----------- | --- | ------------------------------------------- |
| 65   | Jayden Grubbe     | Centre        | Canada      | Rangers de New York (des Sabres de Buffalo)                                                                | Rebels de Red Deer (LHOu)                   |
| 66   | Sasha Pastujov    | Ailier droit  | États-Unis  | Ducks d'Anaheim                                                                                            | USNTDP U18 (USHL)                           |
| 67   | Ryan Winterton    | Centre        | Canada      | Kraken de Seattle                                                                                          | Bulldogs de Hamilton(LHO)                   |
| 68   | Samu Salminen     | Centre        | Finlande    | Devils du New Jersey                                                                                       | Jokerit Jr. (J20 SM-Sarja)                  |
| 69   | Stanislav Svozil  | Défenseur     | Tchéquie    | Blue Jackets de Columbus                                                                                   | HC Kometa Brno (Extraliga)                  |
| 70   | Carter Mazur      | Ailier gauche | États-Unis  | Red Wings de Détroit                                                                                       | Storm de Tri-City (USHL)                    |
| 71   | Simon Robertsson  | Ailier droit  | Suède       | Blues de Saint-Louis (des Sharks de San José)                                                              | Skellefteå AIK (SHL)                        |
| 72   | Anton Olsson      | Défenseur     | Suède       | Predators de Nashville (des Kings de Los Angeles, via les Hurricanes de la Caroline)                       | Malmö Redhawks (SHL)                        |
| 73   | Ayrton Martino    | Ailier gauche | Canada      | Stars de Dallas (des Canucks de Vancouver)                                                                 | Lancers d'Omaha (USHL)                      |
| 74   | Oliver Johansson  | Ailier gauche | Suède       | Sénateurs d'Ottawa                                                                                         | Timrå IK Jr. (J20 Superelit)                |
| 75   | Ryder Korczak     | Centre        | Canada      | Rangers de New York (des Coyotes de l'Arizona, via les Devils du New Jersey et les Capitals de Washington) | Warriors de Moose Jaw (LHOu)                |
| 76   | Tyson Hinds       | Défenseur     | Canada      | Ducks d'Anaheim (des Blackhawks de Chicago, via les Canadiens de Montréal)                                 | Océanic de Rimouski (LHJMQ)                 |
| 77   | Cole Huckins      | Centre        | Canada      | Flames de Calgary                                                                                          | Titan d'Acadie-Bathurst (LHJMQ)             |
| 78   | Alekseï Kolossov  | Gardien       | Biélorussie | Flyers de Philadelphie                                                                                     | HK Dynama-Maladetchna (Ekstraliga)          |
| 79   | Justin Ertel      | Ailier gauche | Canada      | Stars de Dallas                                                                                            | Western Capitals de Summerside (LMHJA)      |
| 80   | Brent Johnson     | Défenseur     | États-Unis  | Capitals de Washington (des Rangers de New York)                                                           | Stampede de Sioux Falls (USHL)              |
| 81   | Benjamin Gaudreau | Gardien       | Canada      | Sharks de San José (des Blues de Saint-Louis)                                                              | Sting de Sarnia (LHO)                       |
| 82   | Dmitri Kouzmine   | Défenseur     | Biélorussie | Jets de Winnipeg                                                                                           | HK Dynama-Maladetchna (Ekstraliga)          |
| 83   | Patrik Hamrla     | Gardien       | Tchéquie    | Hurricanes de la Caroline (des Predators de Nashville)                                                     | HC Energie Karlovy Vary Jr. (J20 Extraliga) |
| 84   | Kirill Kirsanov   | Défenseur     | Russie      | Kings de Los Angeles (des Oilers d'Edmonton, via les Flames de Calgary)                                    | SKA Saint-Pétersbourg (KHL)                 |
| 85   | Brett Harrison    | Centre        | Canada      | Bruins de Boston                                                                                           | Generals d'Oshawa (LHO)                     |
| 86   | Caedan Bankier    | Centre        | Canada      | Wild du Minnesota                                                                                          | Blazers de Kamloops (LHOu)                  |
| 87   | Dmitri Kostenko   | Défenseur     | Russie      | Canadiens de Montréal (des Capitals de Washington, via les Sharks de San José)                             | HK Lada Togliatti (VHL)                     |
| 88   | Stiven Sardarian  | Ailier droit  | Russie      | Sabres de Buffalo (des Panthers de la Floride)                                                             | Krasnaïa Armia (MHL)                        |
| 89   | Cameron Whynot    | Défenseur     | Canada      | Flames de Calgary (des Kings de Los Angeles)                                                               | Mooseheads d'Halifax (LHJMQ)                |
| 90   | Luca Munzenberger | Défenseur     | Allemagne   | Oilers d'Edmonton(des Penguins de Pittsburgh, via les Sharks de San José et le Wild du Minnesota)          | Kölner Junghaie (DNL)                       |
| 91   | Taige Harding     | Défenseur     | Canada      | Blackhawks de Chicago (des Hurricanes de la Caroline)                                                      | Oil Barons de Fort McMurray (AJHL)          |
| 92   | Andrei Buialskii  | Centre        | Kazakhstan  | Avalanche du Colorado                                                                                      | Fighting Saints de Dubuque (USHL)           |
| 93   | Tristan Lennox    | Gardien       | Canada      | Islanders de New York                                                                                      | Spirit de Saginaw (LHO)                     |
| 94   | Aidan Hreschuk    | Défenseur     | États-Unis  | Hurricanes de la Caroline (des Golden Knights de Vegas, via les Red Wings de Détroit)                      | USNTDP U18 (USHL)                           |
| 95   | Josh Bloom        | Ailier gauche | Canada      | Sabres de Buffalo (des Canadiens de Montréal)                                                              | Spirit de Saginaw (LHO)                     |
| 96   | Roman Schmidt     | Défenseur     | États-Unis  | Lightning de Tampa Bay                                                                                     | USNTDP U18 (USHL)                           |

### Quatrième tour
| Rang | Joueur                   | Position      | Nationalité | Équipe LNH                                                                          | Repêché de                            |
| ---- | ------------------------ | ------------- | ----------- | ----------------------------------------------------------------------------------- | ------------------------------------- |
| 97   | Olivier Nadeau           | Ailier droit  | Canada      | Sabres de Buffalo                                                                   | Cataractes de Shawinigan (LHJMQ)      |
| 98   | Josh Lopina              | Centre        | États-Unis  | Ducks d'Anaheim                                                                     | Minutemen de l'UMass (NCAA)           |
| 99   | Ville Ottavainen         | Défenseur     | Finlande    | Kraken de Seattle                                                                   | JYP Jyväskylä (SM-liiga)              |
| 100  | Jakub Málek              | Gardien       | Tchéquie    | Devils du New Jersey                                                                | VHK Vsetín (1. národní hokejová liga) |
| 101  | Guillaume Richard        | Défenseur     | Canada      | Blue Jackets de Columbus                                                            | Storm de Tri-City (USHL)              |
| 102  | Jakub Brabenec           | Centre        | Tchéquie    | Golden Knights de Vegas (des Red Wings de Détroit)                                  | HC Kometa Brno (Extraliga)            |
| 103  | Gannon Laroque           | Défenseur     | Canada      | Sharks de San José                                                                  | Royals de Victoria (LHOu)             |
| 104  | Brody Lamb               | Ailier droit  | États-Unis  | Rangers de New York (des Kings de Los Angeles)                                      | Dodge County (USHS-Prep)              |
| 105  | Ethan Del Mastro         | Défenseur     | Canada      | Blackhawks de Chicago (des Canucks de Vancouver)                                    | Steelheads de Mississauga (LHO)       |
| 106  | Kalle Vaisanen           | Ailier gauche | Finlande    | Rangers de New York (des Sénateurs d'Ottawa)                                        | TPS Jr. (J20 SM-sarja)                |
| 107  | Emil Martinsen Lilleberg | Défenseur     | Norvège     | Coyotes de l'Arizona                                                                | Sparta Warriors (GET-ligaen)          |
| 108  | Victor Stjernborg        | Centre        | Suède       | Blackhawks de Chicago                                                               | Växjö Lakers HC (SHL)                 |
| 109  | Jackson Blake            | Ailier droit  | États-Unis  | Hurricanes de la Caroline (des Flames de Calgary, via les Kings de Los Angeles)     | Eden Prairie (USHS-Prep)              |
| 110  | Brian Zanetti            | Défenseur     | Suisse      | Flyers de Philadelphie                                                              | HC Lugano (Juniors Élites A)          |
| 111  | Conner Roulette          | Ailier gauche | Canada      | Stars de Dallas                                                                     | Thunderbirds de Seattle (LHOu)        |
| 112  | Talyn Boyko              | Gardien       | Canada      | Rangers de New York                                                                 | Americans de Tri-City (LHou)          |
| 113  | William Trudeau          | Défenseur     | Canada      | Canadiens de Montréal (des Blues de Saint-Louis)                                    | Islanders de Charlottetown (LHJMQ)    |
| 114  | Redmond Savage           | Centre        | États-Unis  | Red Wings de Détroit (des Jets de Winnipeg, via les Golden Knights de Vegas)        | USNTDP U18 (USHL)                     |
| 115  | Ryan Ufko                | Défenseur     | États-Unis  | Predators de Nashville                                                              | Steel de Chicago (USHL)               |
| 116  | Jake Chiasson            | Centre        | Canada      | Oilers d'Edmonton                                                                   | Wheat Kings de Brandon (LHOu)         |
| 117  | Philip Svedeback         | Gardien       | Suède       | Bruins de Boston                                                                    | Växjö Lakers HC Jr. (J20 Superelit)   |
| 118  | Kyle Masters             | Défenseur     | Canada      | Wild du Minnesota                                                                   | Rebels de Red Deer (LHOu)             |
| 119  | Joaquim Lemay            | Défenseur     | Canada      | Capitals de Washington                                                              | Silverbacks de Salmon Arm (LHCB)      |
| 120  | Vladislav Loukachevitch  | Défenseur     | Russie      | Panthers de la Floride                                                              | Loko Iaroslavl (MHL)                  |
| 121  | Ethan Cardwell           | Ailier droit  | Canada      | Sharks de San José (des Maple Leafs de Toronto)                                     | Colts de Barrie (LHO)                 |
| 122  | Rasmus Korhonen          | Gardien       | Finlande    | Coyotes de l'Arizona (des Penguins de Pittsburgh)                                   | Ässät Jr. (J20 SM-Sarja)              |
| 123  | Carson Latimer           | Ailier droit  | Canada      | Sénateurs d'Ottawa (des Hurricanes de la Caroline)                                  | Oil Kings d'Edmonton (LHOu)           |
| 124  | Jack Matier              | Défenseur     | Canada      | Predators de Nashville (de l'Avalanche du Colorado, via les Sénateurs d'Ottawa)     | 67 d'Ottawa (LHO)                     |
| 125  | Cameron Berg             | Centre        | États-Unis  | Islanders de New York                                                               | Lumberjacks de Muskegon (USHL)        |
| 126  | Dylan Duke               | Ailier gauche | États-Unis  | Lightning de Tampa Bay (des Golden Knights de Vegas, via les Canadiens de Montréal) | USNTDP U18 (USHL)                     |
| 127  | Josh Pillar              | Ailier droit  | Canada      | Wild du Minnesota (des Canadiens de Montréal)                                       | Blazers de Kamloops (LHOu)            |
| 128  | Jakub Demek              | Centre        | Slovaquie   | Golden Knights de Vegas (du Lightning de Tampa Bay, via les Red Wings de Détroit)   | HC Košice (Extraliga SK)              |

### Cinquième tour
| Rang | Joueur              | Position      | Nationalité | Équipe LNH                                                                                          | Repêché de                             |
| ---- | ------------------- | ------------- | ----------- | --------------------------------------------------------------------------------------------------- | -------------------------------------- |
| 129  | Topias Vilen        | Défenseur     | Finlande    | Devils du New Jersey (des Sabres de Buffalo)                                                        | Pelicans Lahti (SM-liiga)              |
| 130  | Sean Tschigerl      | Ailier gauche | Canada      | Ducks d'Anaheim                                                                                     | Hitmen de Calgary (LHOu)               |
| 131  | Jacob Melanson      | Ailier droit  | Canada      | Kraken de Seattle                                                                                   | Titan d'Acadie-Bathurst (LHJMQ)        |
| 132  | Nikolaï Makarov     | Défenseur     | Russie      | Blue Jackets de Columbus (des Devils du New Jersey)                                                 | Krasnaïa Armia (MHL)                   |
| 133  | James Malatesta     | Ailier gauche | Canada      | Blue Jackets de Columbus                                                                            | Remparts de Québec (LHJMQ)             |
| 134  | Liam Nilsson        | Centre        | Suède       | Red Wings de Détroit                                                                                | Vastra Frölunda Jr. (J20 Superelit)    |
| 135  | Artiom Gouriev      | Défenseur     | Russie      | Sharks de San José                                                                                  | Muskies de Lindsay (OJHL)              |
| 136  | Robert Orr          | Ailier droit  | Canada      | Hurricanes de la Caroline (des Kings de Los Angeles, via les Sénateurs d'Ottawa)                    | Mooseheads d'Halifax (LHJMQ)           |
| 137  | Aku Koskenvuo       | Gardien       | Finlande    | Canucks de Vancouver                                                                                | HIFK Jr. (J20 SM-Sarja)                |
| 138  | Jack Bar            | Défenseur     | Canada      | Stars de Dallas (des Sénateurs d'Ottawa, via les Canadiens de Montréal et les Red Wings de Détroit) | Steel de Chicago (USHL)                |
| 139  | Manix Landry        | Centre        | Canada      | Coyotes de l'Arizona                                                                                | Olympiques de Gatineau (LHJMQ)         |
| 140  | Jonathan Myrenberg  | Défenseur     | Suède       | Canucks de Vancouver (des Blackhawks de Chicago)                                                    | Linköping HC Jr. (J20 Superelit)       |
| 141  | Cole Jordan         | Défenseur     | Canada      | Flames de Calgary                                                                                   | Warriors de Moose Jaw (LHOu)           |
| 142  | Daniil Sobolev      | Défenseur     | Russie      | Canadiens de Montréal (des Flyers de Philadelphie)                                                  | MHK Spartak (MHL)                      |
| 143  | Jacob Holmes        | Défenseur     | Canada      | Stars de Dallas                                                                                     | Greyhounds de Sault-Sainte-Marie (LHO) |
| 144  | Jaroslav Chmelar    | Ailier droit  | Tchéquie    | Rangers de New York                                                                                 | Jokerit (J20 SM-Sarja)                 |
| 145  | Tyson Galloway      | Défenseur     | Canada      | Blues de Saint-Louis                                                                                | Hitmen de Calgary (LHOu)               |
| 146  | Dmitri Rachevski    | Attaquants    | Russie      | Jets de Winnipeg                                                                                    | MHK Dinamo Moscou (MHL)                |
| 147  | Justin Robidas      | Centre        | Canada      | Hurricanes de la Caroline (Des Predators de Nashville)                                              | Foreurs de Val d'Or (LHJMQ)            |
| 148  | Gage Alexander      | Gardien       | Canada      | Ducks d'Anaheim (des Oilers d'Edmonton, via les Sénateurs d'Ottawa)                                 | Ice de Winnipeg (LHOu)                 |
| 149  | Oskar Jellvik       | Ailier gauche | Suède       | Bruins de Boston                                                                                    | Djurgården Jr. (J20 Superelit)         |
| 150  | Joshua Roy          | Ailier droit  | Canada      | Canadiens de Montréal (du Wild du Minnesota)                                                        | Phoenix de Sherbrooke (LHJMQ)          |
| 151  | Haakon Hanelt       | Centre        | Allemagne   | Capitals de Washington                                                                              | Eisbären Berlin (DEL)                  |
| 152  | Kirill Gerassimiouk | Gardien       | Russie      | Panthers de la Floride                                                                              | SKA-1946 (MHL)                         |
| 153  | Ty Voit             | Ailier gauche | États-Unis  | Maple Leafs de Toronto                                                                              | Sting de Sarnia (LHO)                  |
| 154  | Isaac Belliveau     | Défenseur     | Canada      | Penguins de Pittsburgh                                                                              | Olympiques de Gatineau (LHJMQ)         |
| 155  | Oscar Plandowski    | Défenseur     | Canada      | Red Wings de Détroit (des Hurricanes de la Caroline, via les Golden Knights de Vegas)               | Islanders de Charlottetown (LHJMQ)     |
| 156  | Max McCue           | Centre        | Canada      | Sharks de San José (de l'Avalanche du Colorado)                                                     | Knights de London (LHO)                |
| 157  | Eetu Liukas         | Ailier gauche | Finlande    | Islanders de New York                                                                               | TPS (SM-liiga)                         |
| 158  | Ty Murchison        | Défenseur     | États-Unis  | Flyers de Philadelphie (des Golden Knights de Vegas, via les Capitals de Washington)                | USNTDP U18 (USHL)                      |
| 159  | Viljami Marjala     | Ailier gauche | Finlande    | Sabres de Buffalo (des Canadiens de Montréal)                                                       | Remparts de Québec (LHJMQ)             |
| 160  | Cameron MacDonald   | Centre        | Canada      | Lightning de Tampa Bay                                                                              | Sea Dogs de Saint-Jean (LHJMQ)         |

### Sixième tour
| Rang | Joueur               | Position      | Nationalité | Équipe LNH                                         | Repêché de                          |
| ---- | -------------------- | ------------- | ----------- | -------------------------------------------------- | ----------------------------------- |
| 161  | William Von Barnekow | Centre        | Suède       | Sabres de Buffalo                                  | Malmö Redhawks Jr. (J20 Superelit)  |
| 162  | Kyle Kukkonen        | Centre        | États-Unis  | Ducks d'Anaheim                                    | Maple Grove (USHS-Prep)             |
| 163  | Semion Viazovoï      | Gardien       | Russie      | Kraken de Seattle                                  | Tolpar Oufa (MHL)                   |
| 164  | Viktor Hurtig        | Défenseur     | Suède       | Devils du New Jersey                               | VIK Västerås HK Jr. (J20 Superelit) |
| 165  | Ben Boyd             | Ailier gauche | Canada      | Blue Jackets de Columbus                           | Islanders de Charlottetown (LHJMQ)  |
| 166  | Pasquale Zito        | Ailier gauche | Canada      | Red Wings de Détroit                               | Spitfires de Windsor (LHO)          |
| 167  | Liam Gilmartin       | Ailier gauche | États-Unis  | Sharks de San José                                 | USNTDP U18 (USHL)                   |
| 168  | Jack Beck            | Ailier droit  | Canada      | Flames de Calgary (des Kings de Los Angeles)       | 67 d'Ottawa (LHO)                   |
| 169  | Hugo Gabrielson      | Défenseur     | Suède       | Canucks de Vancouver                               | Vastra Frölunda Jr. (J20 Superelit) |
| 170  | Bryce Montgomery     | Défenseur     | États-Unis  | Hurricanes de la Caroline (des Sénateurs d'Ottawa) | Knights de London (LHO)             |
| 171  | Cal Thomas           | Défenseur     | États-Unis  | Coyotes de l'Arizona                               | Maple Grove (USHS-Prep)             |
| 172  | Ilia Safonov         | Centre        | Russie      | Blackhawks de Chicago                              | Irbis Kazan (MHL)                   |
| 173  | Lucas Ciona          | Ailier gauche | Canada      | Flames de Calgary                                  | Thunderbirds de Seattle (LHOu)      |
| 174  | Ethan Samson         | Défenseur     | Canada      | Flyers de Philadelphie                             | Cougars de Prince George (LHOu)     |
| 175  | Francesco Arcuri     | Centre        | Canada      | Stars de Dallas                                    | Frontenacs de Kingston (LHO)        |
| 176  | Dru Krebs            | Défenseur     | Canada      | Capitals de Washington (des Rangers de New York)   | Tigers de Medicine Hat (LHOu)       |
| 177  | Theo Jacobsson       | Centre        | Suède       | Sharks de San José (des Blues de Saint-Louis)      | MODO Hockey Jr. (J20 Superelit)     |
| 178  | Connor Lockhart      | Ailier droit  | Canada      | Canucks de Vancouver (des Jets de Winnipeg)        | Otters d'Érié (LHO)                 |
| 179  | Simon Knak           | Ailier gauche | Suisse      | Predators de Nashville                             | Winterhawks de Portland (LHOu)      |
| 180  | Matveï Petrov        | Ailier gauche | Russie      | Oilers d'Edmonton                                  | MHK Spartak (MHL)                   |
| 181  | Ryan Mast            | Défenseur     | États-Unis  | Bruins de Boston                                   | Sting de Sarnia (LHO)               |
| 182  | Nate Benoit          | Défenseur     | États-Unis  | Wild du Minnesota                                  | Mount St. Charles (USHS-Prep)       |
| 183  | Chase Clark          | Gardien       | États-Unis  | Capitals de Washington                             | Hitmen de Jersey (USPHL)            |
| 184  | Jakub Kos            | Attaquant     | Tchéquie    | Panthers de la Floride                             | Ilves Jr. (J20 SM-Sarja)            |
| 185  | Viatcheslav Peksa    | Gardien       | Russie      | Maple Leafs de Toronto                             | Irbis Kazan (MHL)                   |
| 186  | Shane LaChance       | Ailier gauche | États-Unis  | Oilers d'Edmonton (des Penguins de Pittsburgh)     | Bruins Junior (USPHL)               |
| 187  | Nikita Quapp         | Gardien       | Allemagne   | Hurricanes de la Caroline                          | Krefeld Pinguine (DEL)              |
| 188  | Nikita Novikov       | Défenseur     | Russie      | Sabres de Buffalo (de l'Avalanche du Colorado)     | HK MVD (MHL)                        |
| 189  | Aleksi Malinen       | Défenseur     | Finlande    | Islanders de New York                              | JYP Jyväskylä Jr. (J20 SM-Sarja)    |
| 190  | Artur Cholach        | Défenseur     | Ukraine     | Golden Knights de Vegas                            | HK Sokil Kiev (UHL)                 |
| 191  | Xavier Simoneau      | Centre        | Canada      | Canadiens de Montréal                              | Islanders de Charlottetown (LHJMQ)  |
| 192  | Alex Gagne           | Défenseur     | États-Unis  | Lightning de Tampa Bay                             | Lumberjacks de Muskegon (USHL)      |

### Septième tour
| Rang | Joueur             | Position      | Nationalité | Équipe LNH                                                                      | Repêché de                          |
| ---- | ------------------ | ------------- | ----------- | ------------------------------------------------------------------------------- | ----------------------------------- |
| 193  | Tyson Kozak        | Centre        | Canada      | Sabres de Buffalo                                                               | Winterhawks de Portland (LHOu)      |
| 194  | Ryan McCleary      | Défenseur     | Canada      | Penguins de Pittsbrugh (des Ducks d'Anaheim)                                    | Winterhawks de Portland (LHOu)      |
| 195  | Justin Janicke     | Ailier gauche | États-Unis  | Kraken de Seattle                                                               | USNTDP U18 (USHL)                   |
| 196  | Daniil Pylenkov    | Défenseur     | Russie      | Lightning de Tampa Bay (des Devils de New Jersey)                               | HK Vitiaz (KHL)                     |
| 197  | Martin Ryšavý      | Ailier droit  | Tchéquie    | Blue Jackets de Columbus                                                        | HC Zubr Přerov (1. liga)            |
| 198  | Ivan Vorobiov      | Attaquant     | Russie      | Blues de Saint-Louis (des Red Wings de Détroit)                                 | Mamonty Yugry (MHL)                 |
| 199  | Ievgueni Kachnikov | Défenseur     | Russie      | Sharks de San José                                                              | Olympiques de Gatineau (LHJMQ)      |
| 200  | Iegor Naoumov      | Gardien       | Russie      | Hurricanes de la Caroline (des Kings de Los Angeles)                            | MHK Spartak (MHL)                   |
| 201  | Lucas Forsell      | Ailier gauche | Suède       | Canucks de Vancouver                                                            | Färjestad BK Jr. (J20 Superelit)    |
| 202  | Chandler Romeo     | Défenseur     | Canada      | Sénateurs d'Ottawa                                                              | 99ers de Brantford (OJHL)           |
| 203  | Zakhar Bardakov    | Centre        | Russie      | Devils de New Jersey (Coyotes de l'Arizona)                                     | HK Vitiaz (KHL)                     |
| 204  | Connor Kelley      | Défenseur     | États-Unis  | Blackhawks de Chicago                                                           | Bulldogs de Minnesota-Duluth (NCAA) |
| 205  | Arseni Sergueïev   | Gardien       | Russie      | Flames de Calgary                                                               | Mudbugs de Shreveport (NAHL)        |
| 206  | Owen McLaughlin    | Centre        | États-Unis  | Flyers de Philadelphie                                                          | Mount St. Charles (USHS-Prep)       |
| 207  | Albert Sjoberg     | Ailier droit  | Suède       | Stars de Dallas                                                                 | Södertälje SK Jr. (J20 Superelit)   |
| 208  | Hank Kempf         | Défenseur     | États-Unis  | Rangers de New York                                                             | Lumberjacks de Muskegon (USHL)      |
| 209  | Nikita Gouslistov  | Centre        | Russie      | Hurricanes de la Caroline (des Blues de Saint-Louis)                            | Severstal Tcherepovets (KHL)        |
| 210  | Braden Hache       | Défenseur     | Canada      | Panthers de la Floride (des Jets de Winnipeg)                                   | Frontenacs de Kingston (LHO)        |
| 211  | Robert Flinton     | Ailier gauche | États-Unis  | Lightning de Tampa Bay (des Predators de Nashville)                             | St. Pauls (USHS-Prep)               |
| 212  | Maximus Wanner     | Défenseur     | Canada      | Oilers d'Edmonton                                                               | Warriors de Moose Jaw (LHOu)        |
| 213  | Andre Gasseau      | Centre        | États-Unis  | Bruins de Boston                                                                | USNTDP U18 (USHL)                   |
| 214  | Joe Vrbetic        | Gardien       | Canada      | Canadien de Montréal (du Wild du Minnesota)                                     | Battalion de North Bay (LHO)        |
| 215  | Daniel Laatsch     | Défenseur     | États-Unis  | Penguins de Pittsburgh (des Capitals de Washington)                             | Musketeers de Sioux City (USHL)     |
| 216  | Jalen Luypen       | Centre        | Canada      | Blackhawks de Chicago (Panthers de la Floride)                                  | Oil Kings d'Edmonton (LHOu)         |
| 217  | Ty Gallagher       | Défenseur     | États-Unis  | Bruins de Boston (des Maple Leafs de Toronto)                                   | USNTDP U18 (USHL)                   |
| 218  | Kirill Tankov      | Centre        | Russie      | Penguins de Pittsburgh                                                          | SKA-1946 (MHL)                      |
| 219  | Joel Nystrom       | Défenseur     | Suède       | Hurricanes de la Caroline                                                       | Färjestad BK (SHL)                  |
| 220  | Taylor Makar       | Attaquant     | Canada      | Avalanche du Colorado                                                           | Bandits de Brooks (AJHL)            |
| 221  | Tomáš Machů        | Défenseur     | Tchéquie    | Islanders de New York                                                           | Draci Šumperk (1. liga)             |
| 222  | Carl Lindbom       | Gardien       | Suède       | Golden Knights de Vegas                                                         | Djurgården Jr. (J20 Superelit)      |
| 223  | Sam Lipkin         | Centre        | États-Unis  | Coyotes de l'Arizona (des Canadiens de Montréal, via les Blackhawks de Chicago) | Steel de Chicago (USHL)             |
| 224  | Niko Huuhtanen     | Ailier droit  | Finlande    | Lightning de Tampa Bay                                                          | Tappara Jr. (J20 SM-Sarja)          |